# Mayumi Iizuka
Mayumi Iizuka (飯塚 雅弓?, Iizuka Mayumi; Tokyo, 3 gennaio 1977) è un'attrice, doppiatrice, cantante j-pop giapponese. Nata a Tokyo, ma cresciuta fra Taiwan e Yokohama, Iizuka è affiliata con Gekidan Wakakusa e Tokuma Japan Communications. Iizuka è principalmente nota per aver doppiato il personaggio di Misty, nella serie Pokémon.

## Ruoli principali

### Serie televisive
- Akahori Gedou Hour Rabuge (Anne Ante Hime [ep12-13])
- Asobotto Senki Gokū (Suzie)
- Buzzer Beater 2005 and 2007 (Eddie)
- Chance: Triangle Session (Akari Mizushima)
- Dokidoki! Pretty Cure (Cure Empress)
- Fancy Lala (Anna Nozaki)
- Fresh Pretty Cure! (Miyuki Chinen)
- Gate Keepers (Reiko Asagiri)
- Glass Mask 2005 (Mai Asou)
- Haunted Junction (Kagamiko)
- Heat Guy J (Rumi)
- I'm Gonna Be An Angel! (Miruru)
- Jing: King of Bandits (Stir)
- Kanon 2002 and 2006 (Makoto Sawatari)
- Kindaichi Case Files (Reika Hayami)
- Il club della magia (Nanaka Nakatomi)
- Pokémon (Misty, Pippi, Pixie)
- Nagasarete Airantō (Panako)
- Pretty Cure e Pretty Cure Max Heart (Yuka Odajima)
- Princess Nine (Yoko Tokashiki)
- Shikabane Hime: Aka (Kun Osaki [ep4])
- Sorcerous Stabber Orphen (Cleao Everlasting)
- St. Luminous Mission High School (Noriko Kijima)
- Star Ocean EX (Rena Lanford)
- Shin Tenchi muyō (Sakuya Kumashiro)
- To Heart (Aoi Matsubara)
- Tokyo Underground (Rayon)
- UFO Ultramaiden Valkyrie (Raine)
- Il violinista di Hamelin (Flute)
- Virus Buster Serge (Erika Tinen)
- The Vision of Escaflowne (Yukari Uchida, Millerna Aston)
- Weiß Kreuz (Kaori)
- xxxHolic (Mie [ep13])
- Sei in arresto! (Saori Saga)

### OAV
- Geobreeders (Maya)
- Glass Mask (Sayaka Minazuki)
- Hyper Doll (Mew Fumizuki)
- Slayers Excellent (Marty Lenford)
- Tenbatsu! Angel Rabbie (Lasty Farson)
- Sei in arresto! (Sally)

### Film d'animazione
- Catnapped! (Chuchu)
- Escaflowne - The Movie (Sora, Yukari Uchida)
- Junkers Come Here (Kazuko)
- Omohide poro poro (Tsuneko Tani)
- Film dei Pokémon (Kasumi)
- Mimi wo sumaseba (Kinuyo)

### Videogiochi
- Gate Keepers (Reiko Asagiri)
- Kanon (Makoto Sawatari)
- Maken X (Kei Sagami)
- Marvel vs. Capcom 2: New Age of Heroes (Tron Bonne, SonSon)
- Marvel vs. Capcom 3: Fate of Two Worlds (Tron Bonne)
- Mega Man Legends (Tron Bonne)
- Mega Man Legends 2 (Tron Bonne)
- The Misadventures of Tron Bonne (Tron Bonne)
- Namco × Capcom (Tron Bonne)
- One: Kagayaku Kisetsu e (Mizuka Nagamori)
- Pokken Tournament (Alyssa)
- Project X Zone (Tron Bonne)
- Sorcerous Stabber Orphen (Cleao Everlasting)
- Super Robot Wars OG Saga: Endless Frontier (Kyon Feulion, Koma)
- Super Smash Bros. Brawl (Jirachi)
- Super Smash Bros. per Nintendo 3DS e Wii U (Bellossom)
- Super Smash Bros. Ultimate (Chansey, Bellossom)
- To Heart (Aoi Matsubara)
- True Love Story 2 (Sanae Miyama)
- Ultimate Marvel vs. Capcom 3 (Tron Bonne)

## Discografia

### Singoli
1. Akuseru (アクセル / Accele < Accelerator), 1997
2. Love Letter, 1999
3. Caress/Place to Be, 2000
4. My Wish, 2000
5. Yasashi Migite (やさしい右手 / A Tender Right Hand), 2002
6. Koi no Iro (恋の色 / Color of Love), 2002
7. Kikaseteyo Kimi no Koe (聴かせてよ君の声 / Give Me the Sound of Your Voice), 2002
8. Pure, 2003
9. Amulet, 2004
10. TRUST - Kimi to Aruku Mirai - (TRUST～君と歩く未来～), 2011

### Albums
1. Kataomoi (かたおもい / L'amore non corrisposto), 1997
2. Mint to Kuchibue (ミントと口笛 / Menta e un fischio), 1998
3. So Loving, 1999
4. Aeris, 2000
5. Himawari (ひまわり / Girasoli), 2001
6. Niji no Saku Basho (虹の咲く場所 / A Place in the Bloom of a Rainbow), 2002
7. Smile×Smile, 2003 - Prodotto da Tore Johansson
8. Infinity, 2004
9. Mine, 2005
10. 10Love, 2006
11. Crystal Days, 2007
12. Stories, 2008
13. Fight!!, 2009
14. Kimi e... (君へ。。。 / A tu...), 2009
15. Ichigo. (いちご。 / Fragola.), 2012

### Mini-albums
1. Fly Ladybird Fly, 1998
2. 23Degrees, 2004
3. Purezento (プレゼント / The Present), 2005

### Raccolte
1. Berry Best, 2001
2. Bestrawberry, 2005